# Cornelis de Gijselaar

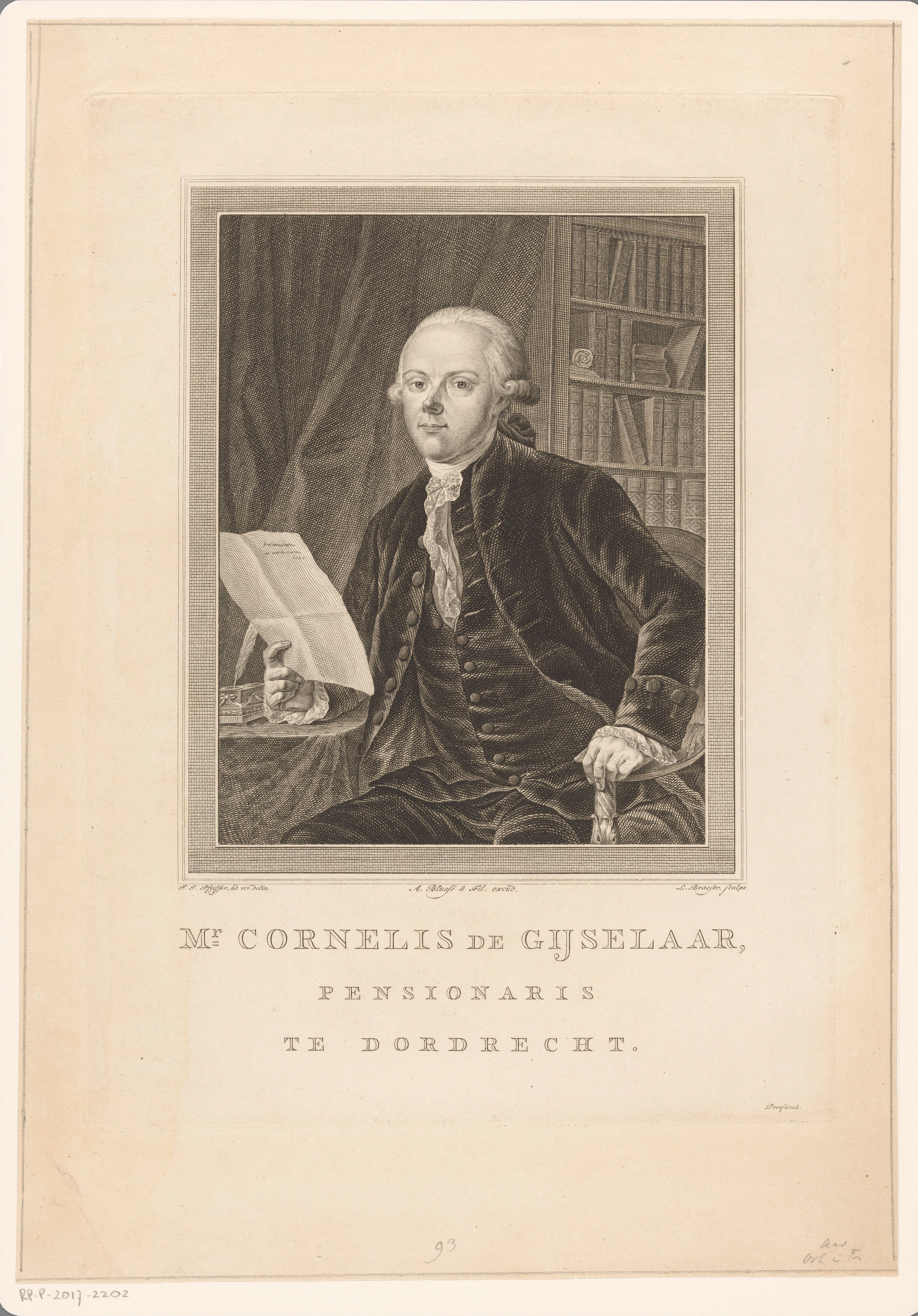
Portret van Cornelis de Gijselaar

Cornelis de Gijselaar (Gorinchem, 9 februari 1751 - Leiden, 29 mei 1815) was een Nederlands bestuurder en politicus. 

## Biografie
Van 26 mei 1776 tot 1779 was De Gijselaar, lid van de familie De Gijselaar, tweede pensionaris van Gorinchem. Hij was van 1779 tot 11 oktober 1787 pensionaris van Dordrecht. Samen met de pensionarissen Van Zeebergh en Van Berckel van respectievelijk Haarlem en Amsterdam was hij op de hand van de Patriotten. In de jaren tachtig werd hij als een van de leidende figuren van de patriotse beweging gezien. Aan zijn voornaam zouden de patriotten de scheldnaam 'Kezen' hebben te danken, dientengevolge ook de keeshond als symbool van de patriotten, maar dit is omstreden.
Toen hij in maart 1786 als statenlid in zijn koets door de stadhouderspoort van het Binnenhof reed, samen met burgemeester van Dordrecht Ocker Gevaerts, werd dit door de Prinsgezinden als een provocatie opgevat.
Na de Oranjerestauratie van 1787 was zijn rol uitgespeeld. Hij leefde vervolgens tien jaar in Brussel. In 1795 sloeg hij aanbiedingen om opnieuw politiek actief te worden van de hand. Na de dood van zijn vrouw, Catharina Geertruida Heerega (1751-1799), vestigde hij zich in Leiden. Kort voor zijn dood weigerde hij in 1814 in de Notabelenvergadering te verschijnen, omdat deze vergadering niet werkelijk beraadslagend was. De leden mochten alleen stemmen.  
Cornelis de Gijselaar was via zijn oudste dochter de grootvader van de schrijver Johannes Kneppelhout.